# Libčeves
Libčeves (deutsch Liebshausen) ist eine Gemeinde in Tschechien mit 960 Einwohnern, von denen etwa 500 im Hauptort leben. Sie hat eine Fläche von 3468 ha und gehört dem Okres Louny an.

## Geographie
Der Ort befindet sich elf Kilometer nordöstlich von Louny im Südwesten des Böhmischen Mittelgebirges. Er liegt in 300 Metern ü. M. im Tal des Hrádecký potok. Nördlich führt die Staatsstraße 15 vorbei und im Süden die Eisenbahnstrecke Most – Lovosice. Östlich von Libčeves liegt der Hausberg des Ortes, der 449 m hohe Křížový vrch. Nachbarorte sind Všechlapy im Norden, Lahovice im Nordosten, Židovice im Südosten sowie Jablonec und Hořenec im Westen.

## Geschichte

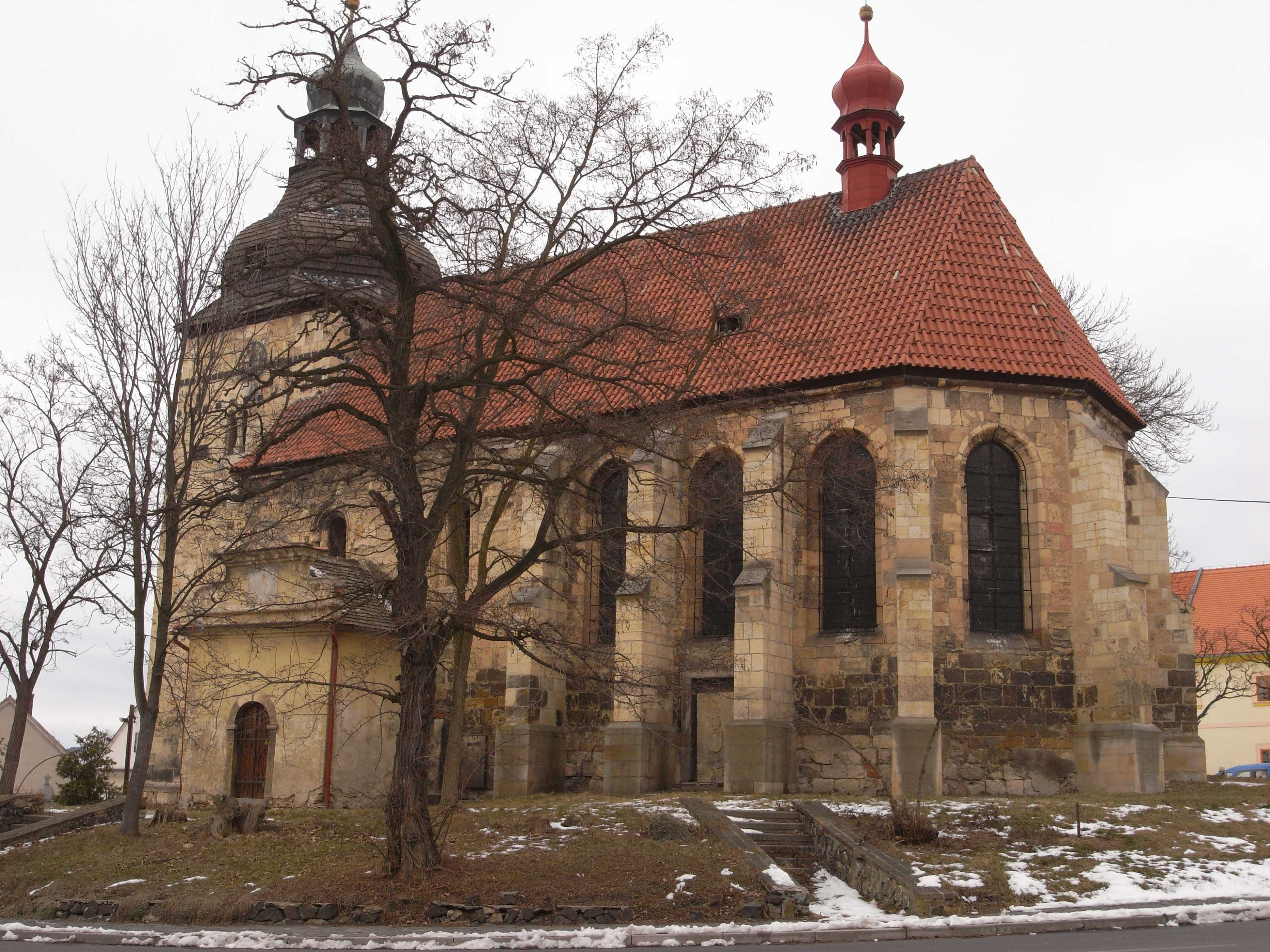
Kirche Johannes des Täufers von 1220 bis 1230

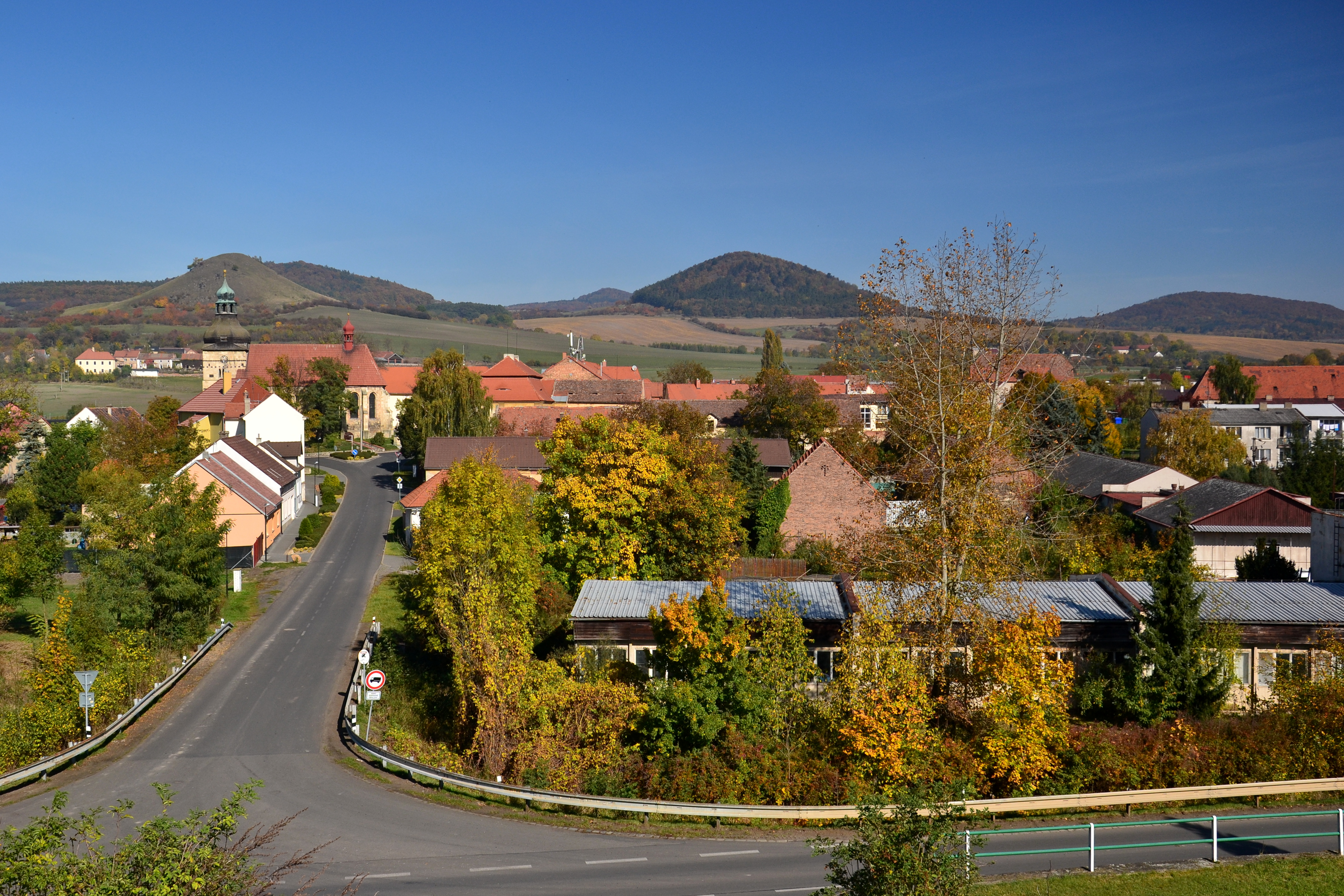
Ansicht von Süden

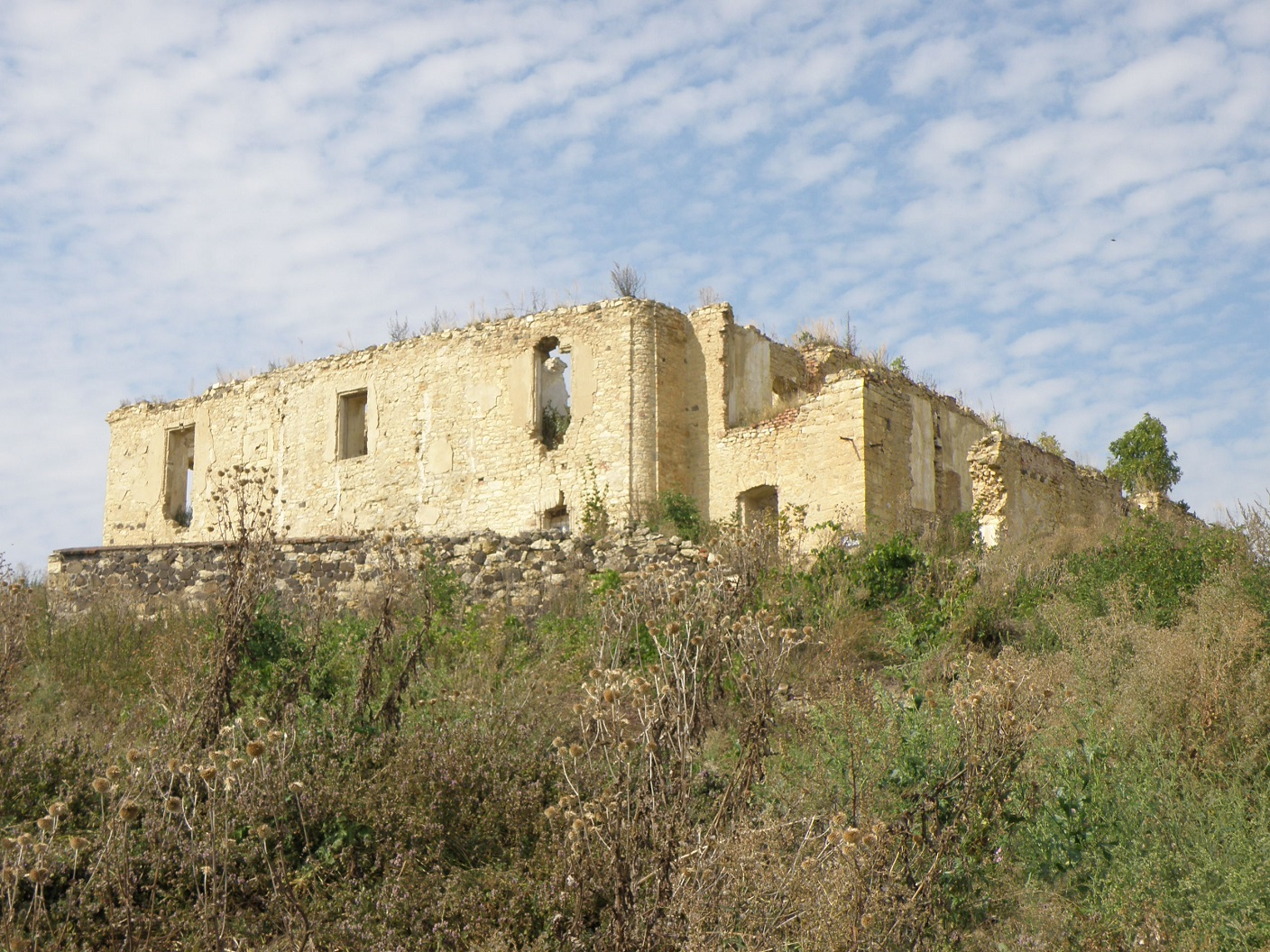
Schlossruine

Alten Überlieferungen zufolge soll Libčeves schon um 1200 besiedelt gewesen sein, jedoch lässt sich dies nicht urkundlich belegen. Diese Angaben werden bestätigt durch das Alter der Kirche Johannes des Täufers, für deren Schiff und Turm eine Bauzeit zwischen 1220 und 1230 als gesichert gilt. Die erste urkundliche Erwähnung von Lubschenecz erfolgte 1251 als Protivec von Libčeves als Besitzer eines Landeshofes genannt wurde. 200 Jahre lang gehörte der Ort den Vřesovice von Vřesovice und danach den von Žirotín. In der Mitte des 15. Jahrhunderts erbte die Familie von Lobkowicz Libčeves und blieb für 400 Jahre Besitzer des Ortes.
Bis ins 17. Jahrhundert gehörte Libčeves zum tschechischen Siedlungsgebiet. Im und nach dem Dreißigjährigen Krieg begann ein verstärkter Zuzug von Deutschen in den stark entvölkerten Ort. Zur Zeit der Erstellung der Berní rula  waren beide Volksgruppen je hälftig ansässig. Ab 1656 wurde der Name Liebshausen gebräuchlich, 1664 stellten die Deutschen bereits 2/3 der Bevölkerung und ab 1742 wurden die Predigten in der Kirche ausschließlich in deutscher Sprache abgehalten. Seit dem 18. Jahrhundert war Libčeves Sitz einer Gutsverwaltung für den Großgrundbesitz. Nach Abschaffung der Leibeigenschaft im Jahre 1781 entstanden in der Herrschaft Glasfabriken, Schnapsbrennereien und die herrschaftliche Schlossgärtnerei. In Sinutz wurden zwei Ziegeleien errichtet.
1820 erfolgte die Errichtung einer k.k. Poststation mit Ausspanne, in der heute das Gemeindeamt seinen Sitz hat. Auf kaiserliche Anordnung erfolgte ab 1821 die Zucht der erforderlichen Pferde in Schelkowitz. Auf den herrschaftlichen Gütern wurden 1830 376 Pferde, 2.600 Rinder und 7.500 Schafe gehalten. Zum Großgrundbesitz gehörte auch die 18,4 ha große Fasanerie  am Hrádecký potok südwestlich des Ortes mit Jagdhaus, sowie das herrschaftliche Haus und ein Zollhaus für die Maut. In Liebshausen lebten 139 Handwerker und Gewerbetreibende aber auch 62 Arme. 1898 begann die Brüxer Aktiengesellschaft mit dem Bau der Lokalbahn von Tschischkowitz nach Obernitz, mit der auch Liebshausen einen Bahnanschluss bekam. Zur Pfarrkirche Johannes des Täufers waren die Dörfer Charwatz, Noynitz, Lahowitz, Schelkowitz, Schiedowitz und Leskay gepfarrt.
In den 1920er Jahren wurde durch Bodenreformen der Großgrundbesitz der Lobkowicz staatlicherseits beschnitten. 1935 lebten in Liebshausen mit seinem Ortsteil Wschechlab 1.278 Menschen, von denen 885 Deutsche waren. Nach dem Zweiten Weltkrieg wurden die Deutschen enteignet und vertrieben. Bei der Bodenreform von 1947, die einem maximalen Grundbesitz von 50 ha festschrieb, erfolgte die Verstaatlichung der Großgrundbesitzes der Fürsten Lobkowicz.
1993 erhielten die früheren Ortsteile Kozly und Želkovice ihre Selbstständigkeit zurück.

## Gemeindegliederung
Die Gemeinde Libčeves besteht aus den Ortsteilen Hnojnice (Noynitz), Hořenec (Horenz), Charvatce (Charwatz), Jablonec (Jablonitz),  Lahovice (Lahowitz), Libčeves (Liebshausen), Mnichov (Minichhof), Řisuty (Rissut), Sinutec (Sinutz), Všechlapy (Wschechlab) und Židovice (Schiedowitz), die zugleich auch Katastralbezirke bilden.

## Sehenswürdigkeiten
- Kirche Johannes des Täufers, zwischen 1220 und 1230 erbaut
- Ruine des Schlosses, 1251–1260 erbaut und seit 1945 im Verfall

## Persönlichkeiten
- Antonio Casimir Cartellieri (1772–1807 in Liebshausen), Komponist, ab 1796 im Dienste der Fürsten Lobkowicz in Bilin und Liebshausen
- Carl Ferdinand Peters (1825 in Liebshausen–1881), Arzt, Geologe, Mineraloge und Paläontologe